# Belini Meurer
Belini Meurer (Braço do Norte, 26 de novembro de 1959) é um professor universitário e político brasileiro, filiado ao Partido Democrático Trabalhista (PDT). Foi primeiro suplente do senador Ideli Salvatti e assumiu temporariamente o mandato de senador da República em 13 de julho de 2010.

## Biografia
Formado em filosofia, ciências e letras pela Universidade da Região de Joinville (UNIVILLE), onde é professor na matéria de Filosofia e Sociologia nos cursos de Direito e psicologia. Obteve mestrado em história com a dissertação Entre Flores e Manguesais - a construção do real em Joinville,  e doutorado em sociologia com a tese A Ética Protestante Revisitada, pela Pontifícia Universidade Católica de São Paulo (PUC-SP). 
Em 2002, como membro do Partido dos Trabalhadores (PT), foi eleito primeiro suplente de Ideli Salvatti. Residente em Joinville, obteve a suplência na disputa ao cargo de vereador da cidade, assumindo o cargo em 2009.
Em 13 de julho de 2010 assumiu temporariamente o mandato de senador da república, em virtude de licença da titular Ideli Salvatti para disputar o governo do estado de Santa Catarina.

## Publicações
- Dobras, Franjas e Platôs (2018)
- Clara (2007)
- A Violência em Construção (2003)